# Cesarska vila Kacura
Cesarska vila Katsura (桂離宮, Kacura Rikjū) ali samostojna palača Kacura je cesarska rezidenca s pripadajočimi vrtovi in gospodarskimi poslopji v zahodnem predmestju Kjota na Japonskem. Vila stoji na zahodnem bregu reke Kacura v Kacuri, okrožju Nišikjō-ku in je 8 km oddaljena od glavne Kjotske cesarske palače. Vila in vrtovi so nacionalno priznani kot pomembna kulturna lastnina Japonske.
Ozemlje vile velja za pomemben primer tradicionalnega japonskega vrtnarjenja. Hišice za čajne slovesnosti znotraj sprehajalnih vrtov in sama glavna vila so postavljene tako, da čim bolj povečajo spoštovanje raznolikega listja in spreminjajočih se sezonskih razgledov.
Palača je prvotno pripadala princu družine Hačidžō-no-mija (八条宮). Agencija za cesarsko gospodinjstvo trenutno upravlja lokacijo. Čeprav sama cesarska vila ni odprta za obiskovalce, so javni ogledi vrtov na voljo po dogovoru.

## Zgodovina
Okrožje Kacura v Kjotu je že dolgo priljubljeno za vile in v obdobju Heian je Fudživara no Mičinaga imel tam vilo. Člani dvora Heian so ugotovili, da je to elegantna lokacija za opazovanje lune.
Princ Hačidžō Tošihito (智仁; 1579–1629), ustanovitelj cesarske vile Kacura, se je rodil 13. februarja 1579. Bil je šesti sin princa Sanehita in potomec cesarja Ogimačija. Leta 1586 je Tošihita posvojil Tojotomi Hidejoši, vendar sta se leta 1589 ločila, ko je Hidejoši dobil lastnega sina. Tošitu je podaril zemljo, ki je dala 3000 kokujev (15.000 bušelov riža) in mu dovolil ustanoviti novo hišo v cesarski liniji, ki je postala družinska linija Hačidžo.
Princ Tošihito je že od malih nog dobro poznal Zgodbe o Gendžiju, Pesmi preteklosti in sedanjosti ter dela Po Ču-ija. Ta dela so mu bila neverjetno všeč in za prosti čas naj bi prepisoval odlomke iz njih. En tak odlomek iz Zgodb o Gendžiju je zapisal:
 Daleč stran, v podeželski vasici Kacura, je odsev lune na vodi jasen in miren.
Ko je Tošihito pridobil zemljišče ob južnem bregu reke Kacura, kraj romana Zgodbe o Gendžiju, se je odločil zgraditi vilo po vzoru prehodov iz njega. Ker pa mu je primanjkovalo bogastva in virov, je bila prva zgrajena vila podobna čajnici v meloni. Vendar pa se je po poroki Tokugave Kazuko s cesarjem Go-Mizunoojem, pri ustvarjanju katere je bil dejaven Tošihito, začela gradnja vile. Ko je princ Tošihito postal pomembnejša oseba v javnem življenju, je več gostov prišlo obiskati cesarsko vilo Kacura. Do leta 1624 je več svojih sredstev namenil razširitvi vile in zabeleženo je, da so nastali hribi in da je bil sredi vrta izkopan ribnik. Duhovnik, ki je leta 1624 obiskal Kacuro, je zapisal, da ima »najlepši razgled na Japonskem«. Do leta 1631 se je vila imenovala palača.
Princ Tošihito je umrl leta 1629, ko je bil njegov sin Tošitada (imenovan tudi Noritada) star deset let. Ker je bil Tošitada še otrok, je vrt malo uporabljal in vila je močno propadala. Vendar pa je delil iste interese kot njegov oče in je vilo obiskal do leta 1641. Po poroki s hčerko gospodarja Kaga, kar je močno povečalo njegove prihodke, se je lotil prenove cesarske vile. Z delom vile, ki jo je zgradil njegov oče, znanim kot Stari šoin, je Tošitada zgradil glavno hišo in več čajnic, ki so postale del odseka, imenovanega Srednji šoin. Po teh obnovah je slava vile Kacura rasla.
Leta 1654 je Tošitada posvojil princa Sačija, enega od mnogih sinov nekdanjega cesarja Go-Mizunoja. Nekaj let zatem se ga je Go-Mizuno odločil obiskati. Rečeno je, da je bila Nova palača, imenovana tudi cesarska palača obiska, zgrajena za bivanje nekdanjega cesarja med njegovim obiskom. Princ Tošitada je umrl leta 1662, njegov dedič pa je umrl nekaj let kasneje. Po tem sta četrta in peta generacija princev umrla v svojih najstniških letih, zaradi česar so bili dodatki k cesarski vili Kacura nemogoči. Vendar pa je princ sedme generacije, princ Jakahito, večkrat obiskal vilo in jo popravil, tako da je večina postavitve ostala v prvotni obliki.
Hiša Hačidžō-no-mija je spremenila ime v Tokivai-no-mija (常磐井宮), Kjōgoku-no-mija (京極宮) in končno Kacura-no-mija (桂宮), preden je linija izumrla leta 1881. Ministrstvo cesarskega gospodinjstva je leta 1883 prevzelo nadzor nad samostojno palačo Kacura, od druge svetovne vojne pa je nadzor nad njo prevzela cesarska hišna agencija.

## Povezave s tradicionalnimi japonskimi in budističnimi idejami
Cesarska vila Kacura je dober primer bistva japonskega tradicionalnega oblikovanja. Vila združuje načela, ki se običajno uporabljajo v zgodnjih šintoističnih svetiščih in jih združuje z estetiko in filozofijo zen budizma.
Vila vključuje številne tradicionalne japonske ideje. Eden od primerov Kacurine uporabe tradicionalnih idej je uporaba dvignjenih tal s tatami preprogami, ki jih pokrivajo. Tatami so podloge, dolge približno 3 krat 6 čevljev, ki se ne uporabljajo samo kot tla v vili, ampak se uporabljajo tudi za določanje dimenzij vsake posamezne sobe in hiše kot celote. V Kacuri se podloge uporabljajo za ustvarjanje razprostranjenega in vetrnici podobnega tlorisa, ki ga ima danes. Terase in verande, ustvarjene z razporeditvijo tatamijev, nudijo priložnosti za ogled pokrajine in povezujejo notranje prostore z zunanjim svetom. Tla vsake stavbe na mestu so prav tako dvignjena, kar je prvotno izhajalo iz ljudskih modelov za kašče in zgodnje cesarske palače. Služijo tako ohranjanju tal suhih, hkrati pa dajejo hierarhijo prostoru. Druga klasična značilnost, ki jo uporablja cesarska vila Kacura, je uporaba zaslonskih sten (šodži in fusuma). V tradicionalni japonski arhitekturi se šodži in fusuma uporabljata za ločevanje prostorov, ki jih ustvari tatami, na različne prostore v hiši. Šodži je splošen izraz za bela in prosojna mrežna vrata ali steno, ki je ojačana z leseno mrežo in je lahko stacionarna, viseča ali drsna.  Fusuma je podkategorija šodži in je bela ali pobarvana premična pregrada, ki se uporablja v notranjosti hiše. S premikanjem fusume, ko je v povezavi s stacionarnim šodžijem, lahko stanovalec ustvari nove prostore znotraj arhitekture. Na primer, s premikanjem ene fusuma stene bi lahko dve sobi spremenili v eno veliko sobo in majhno omaro za shranjevanje. V cesarski vili Kacura fusuma omogoča, da se sobe spremenijo in odprejo naravnemu svetu, pri čemer zunanje palube postanejo razširitve notranjosti in uokvirjajo poglede na pokrajino. Primer te vrste preobrazbe je ploščad za opazovanje lune, povezana s Starim Šoinom. Poleg teh značilnosti je veliko še drugih tradicionalnih japonskih idej, ki se uporabljajo v cesarski vili Kacura, kot so okrasna niša (tokonoma), vgrajena miza (cukešoin) in kvadratni stebri. 
V cesarski vili Kacura so čajnice odličen primer, kako je zen budizem vplival na arhitekturo in pokrajino. Čajna slovesnost, ki se izvaja v paviljonih, je zelo pomemben del japonske družbe, saj je duhovni obred, ki simbolizira odmaknjeno popolnost v tradiciji zena in je močno vplival na arhitekturo in pokrajino okoli sebe, da bi izboljšal izkušnjo, ki jo človek prejme, ko je pri obredu. Čajnice so bile zgrajene izrecno, da bi vključevale lastnosti soglasja, spoštovanja, čistosti in izolacije, ki so bistvo obreda. Štiri različne čajnice so vse ločene od glavne stavbe in izolirane od vsega, razen od narave okoli njih; do vsake stavbe je treba ubrati pot, ki do zadnjega trenutka ne razkrije pogleda na paviljon. Čajnice uporabljajo tudi rustikalne elemente, kot so leseni nosilci, prekriti z lubjem, ali leseni kosi nepravilnih oblik kot podaljške naravnega sveta, saj je namen čajne slovesnosti združiti duhovno in naravno. Poleg tega čajnice predstavljajo veliko izkušenj, ko ste v njih. Okna in odprtine v paviljonu so v sedečem položaju v višini oči, da se človek počuti bolj usklajeno in bližje naravi ter da lahko »občuduje češnjeve cvetove spomladi in škrlatno listje jeseni … med pripravo čaja in uživanje v izvrstni kuhinji«. Končno je bila notranjost stavb načrtovana tako, da so oblikovalci izražali spoštovanje do materialov in prostorske harmonije, ki naj bi spodbujala refleksijo, ki bo dosegla notranjo preprostost in umirjenost uma.

## Stavbe in vrtovi
Stari šoin, srednji šoin in nova palača so vsak v slogu šoin s strehami irimoja kokerabuki (柿葺) (streha znana kot "šotorasta streha", sestavljena iz dvokapne strehe, ki se spušča na vseh štirih straneh in vključuje dvokapnico na dveh nasprotnih straneh).
Stari šoin je zgradil princ Tošihito. Sestavljena je iz sob z devetimi, desetimi in petnajstimi tatamiji, stropi pa so podprti z lesenimi letvicami. Na južni strani je soba s prizidano verando, ki kaže elemente sloga sukija. Bambusova ploščad, ustvarjena za opazovanje lune, se razteza čez verando. Stari šoin je bila najverjetneje zgrajena za sprejem velikega števila ljudi na neformalnih srečanjih.
V primerjavi s starim šoinom je srednji šoin videti tog. Postavljena je v obliki črke L, na enem koncu je tokonoma, desno pa je čigaidana (razporejena skupina okrasnih polic). Stene tokonome in čigaidane so okrašene s slikami pokrajin s črnilom, pa tudi s sedmimi modreci iz bambusovega gaja. Srednji šoin naj bi bila zgrajena kot bivalni prostor princa, kar dokazujeta kopalnica in stranišče. Veranda je potekala vzdolž dveh strani srednjega šoina in gledala na vrt.
Nova palača ima veliko dvokapno streho in verando, zaprto z lesenimi polkni. Zasnova nove palače je bolj strukturirana kot stari in srednji šoin in je sestavljena iz sobe z osmimi podlogami, sobe s šestimi podlogami in območja s tremi podlogami, ki so razporejene v obliki črke L. Ima kasetiran strop in nišo z velikim oknom. Posebej omembe vredne so police Kacura, ki so v kotu nasproti vhoda. Drugi prostori v Novi palači so cesarska spalnica, soprogova garderoba, shramba, garderoba, kopalnica, stranišče in umivalnica.
Znotraj vrta je bilo prvotno pet čajnic. Čeprav trenutno obstajajo samo štirje, so bili paviljoni namenjeni vadbi japonske umetnosti čajnega obreda. Majhne strukture so bile zgrajene tako, da vključujejo lastnosti, ki so bistvo čajnega rituala, kot so harmonija, tišina in spoštovanje. Poleg tega so čajni rituali poskušali vključiti duhovni in naravni svet, zato so čajnice uporabljale naravne elemente, kot so lesene opore z lubjem, ki so nadaljevale vzdušje vrta.
Geppa-rō, znan tudi kot »stolp z mesečevimi valovi«, ima pogled na ribnik. Čeprav meri le 15 krat 24 metrov, je znan po svojem prostorskem učinku zaradi izpostavljenega stropa in strešne konstrukcije. Streho podpirajo štirje poševni tramovi, ki se dvigajo iz vogalov stavbe s slemensko palico, ki je dodatno podprta z ukrivljeno kraljevo palico, ki počiva na veznem tramu. To ustvarja edinstven prostorski učinek, saj ima streha okrašeno spodnjo stran, ki razkriva tramove in špirovce.
Čez ribnik od Geppa-rō je Šōkin-tei, znan tudi kot »paviljon borove-lutnje«. Paviljona sta si v nasprotju, saj je Geppa-rō aktiven in je na višjem terenu s pogledom navzdol na ribnik, medtem ko je Šōkin-tei manj aktiven in dvignjen nedaleč nad vodno gladino. Mesto, kjer je Šōkin-tei, je bilo prvotno prvo mesto, kjer so si lahko obiskovalci ogledali ribnik. Toda z razvojem zemljišča, kot je razširitev ribnika proti jugozahodu in rekonstrukcija glavne hiše, se je celotno mesto razvilo v turistični vrt in ne v razgledni vrt. Namenjen je sprehodu skozi prostor in ne samo ogledu iz notranjosti hiše. Najbolj izrazit in nenavaden vidik čajnice je loža brez podov. Obrnjena je proti ribniku z odprto shrambo v središču za čajne obrede. To je bilo zelo nenavadno imeti glede na pivce čaja in ne v zadnjem delu hiše. Poleg tega tri hrastova bruna v svojem naravnem stanju podpirajo podaljšan napušč lože. S slamnato streho hrapavost paviljona spominja na rustikalni kiosk. Izstopajoča značilnost notranjosti je debel papir z modro-belim karirastim vzorcem na stenah tokonoma in drsnih vrat med prvo in drugo sobo.
Ko zapustimo Šōkin-tei, sledimo »gorski poti« do Šōka-tei, kar v grobem pomeni »Paviljon hvaležnosti rož«, saj ga obkrožajo češnje. Gre za majhno čajnico, ki je na najvišji točki vrta. Ima najbolj jasen pogled na glavno hišo skozi drevesa. Stebri so olupljena debla, saj je tloris sestavljen iz samo štirih tatamijev v obliki črke U. Da bi poudarili vzdušje planinske hiše, so na pročelju paviljona obešeni trakovi iz temno modrega in belega blaga.
Ko se pot stran od Šōka-tei razcepi, desna vodi do trate pred glavno hišo, leva pa do Onrin-dō, majhnega svetišča prednikov. Za tem svetiščem je odprto območje, ki vodi do Šōikena. Imenujejo ga tudi »paviljon smejočih se misli«. Zgornja stena vhodne sobe ima neznačilen niz šestih okroglih oken, ki dajejo bližajočemu se obiskovalcu občutek, da se mu stavba smeji. Ta poseben paviljon se od ostalih razlikuje ne po videzu, ampak po razporeditvi prostorov. Od predelave ozkega stranišča do širših prostorov do kuhinje in prostorov za služinčad se zdi, da paviljon deluje kot samostojna hiša. Majhna soba s svetlobnim oknom gleda na kmetijska zemljišča zunaj posestva in gledalca psihološko povezuje z resničnim svetom in ne z vrtom.

## Vpliv zunaj Japonske
Stavbe in v precej manjši meri vrtovi Kacure so postale referenčna točka za številne znane modernistične arhitekte 20. stoletja s knjigo, ki jo je leta 1934 izdal nemški arhitekt Bruno Taut. Taut je prispel na Japonsko v pristanišče Curuga 3. maja 1934. Šele drugi dan v državi so ga člani japonskega mednarodnega arhitekturnega društva odpeljali na obisk vile Kacura. Na veselje svojih gostiteljev je Taut vilo nemudoma razglasil za japonski modernistični arhetip brez primere. V svoji naslednji objavi Nippon in kasneje Osebni pogledi na japonsko kulturo je Taut naredil veliko za širjenje pogleda na vilo Kacura kot simbol edinstvenega japonskega pristopa k arhitekturi.
Le Corbusier in kasneje Walter Gropius, ki sta obiskala leta 1953, sta prav tako našla navdih v minimalistični in ortogonalni zasnovi stavb v Kacuri. Kasneje je Kacura postala dobro znana drugemu valu arhitektov iz Avstralije, kot so Philip Cox, Peter Muller in Neville Gruzman, ki so ga obiskali v poznih 1950-ih in 1960-ih.< ref>Lacey, Stephen. »House & Home - Life & Style Home«. Melbourne: theage.com.au. Pridobljeno 27. marca 2011.</ref>
Vila Kacura je bila navedena tudi kot trajen vpliv irskega arhitekta Ronnieja Tallona, ki je svoje številne obiske vile opisal kot »kot bi šel v Lurd po zdravilo«. Tallonov arhitekturni poklon vplivu stavb Kacure; tovarna cigaret PJ Carroll Tobacco v Dundalku.

## Galerija
- Glavna vrata cesarske vile Katsura
- Cesarska vila Katsura
- Pogled na vrt
- Vrtna pot
- Vrt cesarske vile Katsura
- Ribnik
- Pogled na Šōkin-tei iz paviljona Gepa-rō
- Glavne hiše (šoin)
- Vrt
- Pogled na ribnik iz paviljona Geppa-rō
- Zunanja stena iz bambusa
- Asimetrični podporni steber pri paviljonu Geppa-rō
- Notranjost Nove palače, Katsura, prikazuje cesarjevo pisalno mizo.